# Джоана Рийс
Джоана Рийс (на английски: Joanna Rees) е британска писателка, авторка на бестселъри в жанра любовен роман (чиклит). Пише под псевдонимите Джози Лойд (на английски: Josie Lloyd) и Джо Рийс (на английски: Jo Rees).

## Биография и творчество
Джоана Джейн Рийс е родена на 29 март 1969 г. в Англия. Израства в Челмсфорд, Есекс. Дипломира се с отличие с бакалавърска степен по английски език и драма в колежа „Голдсмит“ на Лондонския университет. След дипломирането си работи временни работи в областта на рекламата и доставките. След една година изоставя тази насока в живота си, започна да работи като сервитьорка и преводач на свободна практика, и едновременно да пише първия си любовен роман.
Романът ѝ „It Could Be You“ е публикуван през 1997 г. Покрай неговото издаване се среща с колегата си, писателя Емлин Рийс, който работи при нейния агент. Двамата започват интимна връзка и решават да пишат заедно.
Съвместният им чиклит-роман „Стръв? Клъв! И в тигана…“ от емблематичната им поредица „Джак и Ейми“ е издаден през 1998 г. Той веднага става бестселър №1 в класацията на „Сънди Таймс“ и е преведен на 26 езика. През 2002 г. романът е екранизиран в телевизионния филм „Come Together“ с участието на Пол Ансдел и Али Бастиан.
Двамата писатели сключват брак и имат три дъщери.
Те продължават успешното си сътрудничество с още шест романа. Освен тях, заедно с илюстраторката Джилиан Джонсън, пишат две пародии на детските книги на Майкъл Розен и Хелън Оксънбъри, и Ерик Карл.
През 2007 г. Джоана се връща към соловата кариера с романите „Platinum“ и „Forbidden Pleasures“.
Заедно с писателската си дейност тя пише за много национални вестници. Често се появява по телевизията и радиото като експерт по издателската дейност, както и преподава творческо писане на различни конференции и училища. Води собствен блог „mumwritesbooks.com“, който е бил в списъка на „Таймс“ за 10-те най-добри блогове във Великобритания.
Джоана Рийс живее със семейството си в Брайтън, Англия.

## Произведения

### Като Джози Лойд

#### Самостоятелни романи
- It Could Be You (1997)
- The Boy Next Door (2001) – с Джози Лойд
Съседът / Съседката, изд.: ИК „Кръгозор“, София (2001), прев. Корнелия Дарева
- Love Lives (2003) – с Емлин Рийс
- We Are Family (2004) – с Емлин Рийс
- The Three Day Rule (2005) – с Емлин Рийс

#### Серия „Джак и Ейми“ (Jack and Amy) – с Емлин Рийс
1. Come Together (1998)
Стръв? Клъв! И в тигана..., изд.: ИК „Кръгозор“, София (2004), прев. Димитрина Перостийска
2. Come Again (1999)
Бум! Ох!!! И в торбата..., изд.: ИК „Кръгозор“, София (2004), прев. Пенка Стефанова
3. The Seven Year Itch (2007)

#### Илюстрована литература (пародии на детска литература)
- We're Going On A Bar Hunt (2013) – с Емлин Рийс
- The Very Hungover Caterpillar (2014) – с Емлин Рийс

### Като Джо Рийс

#### Самостоятелни романи
- Platinum (2008)
- Forbidden Pleasures (2010)

### Като Джоана Рийс

#### Самостоятелни романи
- A Twist of Fate (2012)
- The Key To It All (2014)

### Екранизации
- 2002 Come Together – ТВ филм